# یواس‌اس گاشن (ای‌پی‌ای-۱۰۸)
یواس‌اس گاشن (ای‌پی‌ای-۱۰۸) (به انگلیسی: USS Goshen (APA-108)) یک کشتی بود که طول آن ۴۹۲ فوت (۱۵۰ متر) بود. این کشتی در سال ۱۹۴۴ ساخته شد.